# Comuna de Barlinek
Barlinek (polaco: Gmina Barlinek) é uma gminy (comuna) na Polónia, na voivodia de Pomerânia Ocidental e no condado de Myśliborski.
De acordo com os censos de 2005, a comuna tem 19.493 habitantes, com uma densidade 75,3 hab/km².

## Área
Estende-se por uma área de 258,77 km².

## Demografia
Dados de 30 de Junho 2004:
|                      | Total   | Total | Mulheres | Mulheres | Homens  | Homens |
| -------------------- | ------- | ----- | -------- | -------- | ------- | ------ |
|                      | pessoas | %     | pessoas  | %        | pessoas | %      |
| População            | 19 493  | 100   | 9801     | 50,3     | 9692    | 49,7   |
| Densidade (pop./km²) | 75,3    | 100   | 37,9     | 37,9     | 37,5    | 37,5   |

De acordo com dados de 2002, o rendimento médio per capita ascendia a 1 216,57 zł.